# Кошадзе Леван Леванович
Леван Леванович Кошадзе (нар. 18 січня 1993, Тбілісі, Грузія) — грузинський та український футболіст, півзахисник клубу «Черкаський Дніпро».

## Клубна кар'єра

### Ранні роки
Леван народився 18 січня 1993 року в Тбілісі. Футболом розпочав займатися з першого класу школи, батьки підтримали ініціативу Левана. Вихованець дитячого клубу «Іберія», перший тренер — Єлгужа Гузіташвілі. Дорослу футбольну кар'єру розпочав у 2011 році в «Ділі». За команду з Горі зіграв 1 матч у кубку Грузії. Наступного сезону перейшов в «Аделі». За команду з Батумі зіграв 16 матчів та відзначився 8-ма голами. 

### Виступи в аматорських клубах України
У 2013 році за допомогою свого агента Георгія Абзянідзе перейшов до клубу «Зоря» (Білозір'я), який виступав у чемпіонаті Черкаської області. На початку серпня 2014 року був визнаний найкращим гравцем першого кола чемпіонату Черкаської області за версією вболівальників клубу. В команді з Білозір'я відіграв два сезони. У 2015 році перейшов до клубу «Локомотив-Джорджія» (Київ), який виступав у чемпіонаті Київської області.

### «Черкаський Дніпро»
Взимку 2015 року на запрошення Ігора Столовицького відправився на перегляд до «Черкаського Дніпра», який успішно пройшов, але згідно з регламентом ФІФА, іноземний гравець, який отримав нове громадянство та який не може грати за національну команду своєї нової держави, все одно буде вважатися легіонером. Під дію цього правила й потрапив Леван Кошадзе. Оскільки регламент Другої ліги забороняв виходити на поле легіонерам у складі команд-учасниць цього турніру, то в разі підписання контракту з черкаським клубом Леван залишився б поза грою щонайменше на півроку. Тому з переходом вирішили почекати. Влітку 2015 року Ігор Столовицький вдруге запросив грузина на перегляд, який завершився підписанням контракту. Дебютував у складі черкаського клубу 15 серпня 2015 року в переможному (3:2) домашньому поєдинку 4-о туру Першої ліги проти маріупольського «Іллічівця». Кошадзе вийшов на поле на 72-й хвилині, замінивши Олександра Батальського. Дебютним голом у футболці «Черкаського Дніпра» відзначився 19 вересня 2015 року на 73-й хвилині переможного (2:0) домашнього поєдинку 9-го туру Першої ліги проти ПФК «Сум». Леван вийшов на поле на 45-й хвилині, замінивши Вадима Гонщика, а на 55-й хвилині отримав жовту картку. 5 червня 2016 року потрапив до символічної «Команди тижня» Першої ліги на позиції центрального півзахисника за версією інтернет-видання UA-Футбол. 20 липня 2017 року був визнаний найкращим футболістом Першої ліги в першій частині сезону 2017/18 років.

### Оренда в «Кремінь»
Наприкінці липня 2016 року був орендований кременчуцьким «Кременем». Дебютував за кременчуцьку команду 30 липня 2016 року в переможному (2:0) домашньому поєдинку 2-го туру Другої ліги проти одеської «Жемчужини». Леван вийшов на поле в стартовому складі, а на 77-й хвилині його замінив Олександр Горват. Дебютними голами в складі кременчуцького колективу відзначився 13 вересня 2016 року на 18-й та 51-й хвилинах переможного (6:2) виїзного поєдинку 9-о туру Другої ліги проти білоцерківського «Арсеналу-Київщина». Кошадзе вийшов на поле в стартовому складі та відіграв увесь матч. Взимку 2016 року відбулося рокірування на тренерському містку «Черкаського Дніпра»: замість Ігора Столовицького команду очолив Вадим Євтушенко. Новий тренер вирішив переглянути всіх гравців черкащан, в тому числі й Левана Кошадзе, в якого завершився термін дії орендної угоди з кременчуцьким клубом. Проте Вадим Євтушенко не знайшов місця для Левана в складі черкащан, тому грузин повернувся в «Кремінь», де й провів решту сезону. У футболці «Кременя» в чемпіонаті України зіграв 31 матч та відзначився 5-а голами, ще 1 поєдинок провів у кубку України. В середині червня 2017 року, по завершення терміну дії оренди, повернувся в «Черкаський Дніпро»

## Кар'єра в збірній
Під час виступів на батьківщині викликався до складу юнацької збірної Грузії U-17.